# Десант на Тёплом озере
Десант на Тёплом озере или Лане-Мехикоормская десантная операция — тактическая десантная операция советских войск и флота в ходе Тартуской наступательной операции во время Великой Отечественной войны, проведённая 16—18 августа 1944 года.

## Обстановка на фронте в районе Чудского озера
С июля 1944 года советские войска вели наступательные операции в Прибалтике против немецких войск группы армий «Север». Ввиду упорного сопротивления противника одновременно с ударами из Белоруссии планировалось наступление на Прибалтику с востока. В целях поддержки готовившего наступления штабы 25-й отдельной бригады боевых кораблей Балтийского флота на Чудском озере (командир капитан 3-го ранга А. Ф. Аржавкин), Балтийского флота и Ленинградского фронта (которым бригада оперативно подчинялась), готовили десантную операцию в северной части Чудского озера, на нарвском направлении.

## План операции и её подготовка
Командующий Ленинградским фронтом Маршал Советского Союза Л. А. Говоров ещё в июле 1944 года выдвинул предложение не штурмовать в очередной раз укреплённый оборонительный рубеж «Танненберг» между Чудским озером и Финским заливом, а в обход Чудского озера нанести глубокий охватывающий удар в его тыл через эстонский город Тарту. А поскольку и сам Тарту был превращён в сильный оборонительный район, то и в его тыл предлагалось нанести сильный удар через Тёплое озеро (являющееся проливом между Чудским и Псковским озёрами), высадив десант силами бригады кораблей.
Поскольку Ставка ВГК возложила проведение фронтовой наступательной операции с целью освобождения города Тарту в Эстонии на 3-й Прибалтийский фронт (командующий генерал армии И. И. Масленников), то 10 августа 1944 года флотилия была передана в подчинение этого фронта, получив приказ на срочную подготовку высадки десанта. 
Район Тарту немцы уже не могли прикрыть достаточными силами, так как оборонявшаяся там 18-я немецкая армия испытывала острую нехватку войск. Эта нехватка, в свою очередь, возникла из-за того, что с июня 1944 года из-за катастрофического для немцев развития ситуации в Белоруссии туда из этого района было отправлено много немецких войск. 
В районе будущей зоны высадки (между деревнями Лаане и Мехикоорма на западном побережье Тёплого озера) оборонялись 1-й и 4-й эстонские пограничные полки. Они имели одну несплошную линию укреплений вдоль побережья и несколько опорных пунктов обороны. Тыловые оборонительные позиции отсутствовали. 
Советское командование развернуло 25-ю отдельную бригаду речных кораблей Балтийского флота на Чудском озере. К началу операции в её составе были 12 бронекатеров, 21 тендер, 11 сторожевых и минных катеров, отряд катеров, вооружённых реактивными снарядами (5 катеров), 3 полуглиссера, вспомогательные суда. Немецкое командование к началу июля располагало на озере 4-й флотилией канонерских лодок,  подразделениями быстроходных десантных барж и катеров-тральщиков (всего до 20 кораблей и 30 катеров), по численности кораблей немцы превосходили советскую бригаду. Для исключения угрозы со стороны кораблей противника будущему десанту, командование Балтийского флота выделило 9-ю штурмовую авиационную дивизию (154 штурмовика и истребителя), также для решения задач на озере привлекались части 11-й штурмовой авиационной дивизии флота. В течение июля — августа 1944 года советская морская авиация наносила непрерывные удары по главному пункту базирования кораблей противника — посёлку Муствее, а затем и по остальным пристаням и озерным портам на занятом немцами западном берегу Чудского озера. В ходе 1436 боевых вылетов основная масса кораблей врага к началу августа была потоплена (6 канонерских лодок, 4 сторожевых катера, свыше 20 других небольших кораблей и катеров, а по данным В. М. Жуматия: 16 самоходных десантных барж, 15 катеров, 8 барж, 1 пароход, 1 буксир) или получила повреждения (в том числе 2 канонерские лодки, 2 сторожевых катера). Таким образом, в результате успешных действий советской авиации угроза противодействия немецких кораблей была устранена.

## Ход операции
Для высадки десанта директивой командующего 3-м Прибалтийским фронтом от 12 августа была создана десантная оперативная группа (командующий — заместитель командующего фронтом генерал-лейтенант А. А. Гречкин) в составе 191-й стрелковой дивизии и 128-й стрелковой дивизии, артиллерийского полка (705 ИПТАП), 320-го гвардейского миномётного полка, двух миномётных полков (281 мп и 228 гв мп без одного дивизиона), двух пулемётно-артиллерийских батальонов, 1-го дивизиона самоходных артиллерийских установок СУ-76 (20 единиц), 159-го отдельного моторизованного понтонно-мостового батальона и 5-го полка тяжёлых понтонов, отдельных специальных частей. Участвующие в операции корабли и катера были заранее переведены из главной базы бригады — Гдова в исходный район.
Для авиационной поддержки привлекались 330-я истребительная авиационная дивизия, 280-я смешанная авиационная дивизия, 386-й ночной бомбардировочный авиационный полк (90 истребителей, 60 штурмовиков, 10 бомбардировщиков) из состава 14-й воздушной армии. Однако их командующему оперативной группой не передали в оперативное подчинение, что не позволило организовать должное взаимодействие и повлекло негативные последствия в ходе операции.
Десантная операция началась в ночь на 16 августа 1944 года: с наступлением темноты в 21:30 15 августа началась погрузка войск на корабли, а в 00:35 16 августа все десантные отряды вышли в путь. Высадка производилась тремя эшелонами в районе Лане, Мехикоорма на эстонском (западном) берегу Тёплого озера. К 5:00 утра 16 августа первый эшелон десанта (части 191-й стрелковой дивизии: 559-й Нарвский стрелковый полк, 2 пулемётно-артиллерийских батальона, 487-я отдельная штрафная рота автоматчиков Краснознамённого Балтийского флота) был высажен на западном берегу. Противник обнаружил его приближение и открыл артиллерийско-миномётный огонь (достаточно слабый), быстро подавленный советской артиллерией с восточного берега озера и артиллерийским огнём кораблей. Сразу были поставлены дымовые завесы. Потерь в кораблях при высадке не было. 487-я ОШР КБФ с ходу высадилась на берег, овладев в рукопашном бою деревней Йыспера (Jõepera (Räpina), и приступила к обеспечению высадки основных сил десанта. К 10 часам дня десант занял плацдарм в глубину до 2 километров. Во второй половине дня немецкое командование смогло организовать серию контратак с использованием танков и бронетехники, но они были отбиты и плацдарм был значительно расширен. К исходу дня территория плацдарма составляла 10 километров по фронту, до 6 километров в глубину.
Планом операции предусматривалась также высадка одного эшелона десанта на рядом расположенный остров Пийсаари, где находился сильный немецкий гарнизон, но из-за потери ориентировки в ночь высадки командир отряда принял решение высадить свой отряд десанта на основной плацдарм; когда же 18 августа отряд советских катеров с пехотой на борту подошёл к Пийсаари, оказалось, что накануне ночью немцы бросили свои укрепления и эвакуировались на материк.
Поскольку немецкие части на берегу не смогли отбить наступление десанта, то немецкое командование решило задействовать авиацию: начиная с 10:00 утра немецкие самолеты группами по 10—30 бомбардировщиков наносили непрерывные удары по советским кораблям. На подходе к западному берегу попал под удар второй эшелон десанта, перевозивший части 546-го стрелкового полка 191-й дивизии. Тяжёлые потери были нанесены и войскам третьего эшелона, также авиаударам подверглись пункты сосредоточения войск и их посадки на корабли на восточном берегу.
В ночь на 17 августа немцы попытались задействовать и свои уцелевшие корабли: место высадки попытались обстрелять 2 или 3 быстроходные десантные баржи, но их быстро отогнали ответным огнём и никакого урона она нанести не смогли.
Продолжились немецкие авиаудары и на следующий день, 17 августа. В результате за два дня были потоплены бронекатер БК-323, миномётный катер МК-5, сторожевой катер И-27, четыре тендера, из 14 паромов затонули семь, получили повреждения от 3 до 11 катеров и 11-12 тендеров. Личный состав частей десанта также понес значительный урон. Несмотря на превосходство в силах в районе высадки, советская авиация не смогла обеспечить воздушное прикрытие. Скорее всего, командование ВВС фронта просто не ожидало столь значительного противодействия с воздуха и растерялось. На работу над Тёплым озером были срочно перенацелены 4 истребительных авиационных полка ВВС Балтийского флота (но до конца дня один из них успел выполнить только 8 вылетов, второй — 16 вылетов, остальные два — менее 10 вылетов каждый). 17 августа интенсивность работы советской авиации увеличилась, было сбито несколько бомбардировщиков противника, но предотвратить удары по кораблям вновь не удалось. И только 18 августа удалось надёжно прикрыть войска от новых ударов с воздуха. Для восполнения потерь командующий флотом В. Ф. Трибуц приказал срочно подготовить к отправке в Гдов с Балтийского моря шесть бронекатеров и 20 тендеров. Уцелевшие корабли работали с предельной нагрузкой, выполняя без отдыха до 20 рейсов через озеро в сутки, а для ускорения перевозки войск к ним на буксир брали по несколько местных плавсредств, вплоть до буксируемых понтонов и самодельных плотов.
Успех люфтваффе немецкое командование использовать не смогло. Хотя к месту высадки десанта было переброшено 2 немецких пехотных полка из состава 207-й охранной дивизии и 2 артиллерийских дивизиона — но силы десанта наращивались быстрее. На плацдарме высаженные части, действуя энергично и решительно, сломили сопротивление имеющихся опорных пунктов и продвигались навстречу главным силам 67-й армии, успешно развивавшей наступление с юга вдоль побережья озера. В 23:30 местного времени 17 августа войска десантной группы встретились с бойцами правофланговой 86-й стрелковой дивизии 67-й армии, двигавшимися в северном направлении, и совместными усилиями продолжили преследование противника к Тарту. Благоприятное развитие операции позволило не вводить в бой перевезённый на плацдарм второй эшелон десанта — 128-ю стрелковую дивизию, а использовать её затем на другом направлении.

## Результат операции
К 18 августа, несмотря на потери в плавсредствах, через Тёплое озеро были переправлены части обеих задействованных стрелковых дивизий. Всего к этому времени корабли флотилии переправили через озеро 6425 бойцов, 89 артиллерийских орудий, 81 миномёт, 6 зенитных автоматов, 312 тонн боеприпасов, 24 автомашины, 137 лошадей и другие грузы. 159-й отдельный моторизованный понтонно-мостовой батальон дополнительно переправил свыше 1000 бойцов, 34 тонны груза и 65 орудий и миномётов.
Десантная операция увенчалась безусловной победой, сыграв большую роль в успешном прорыве войск 67-й армии к Тарту. Её успех является следствием правильного выбора места высадки десанта (в наименее укреплённом месте), предварительного уничтожения вражеских кораблей и успешного наступления главных сил фронта. Взаимодействие сил десанта и его артиллерийской поддержки были организованы хорошо, действия десантной группы на плацдарме были энергичными, руководство ею осуществлялось грамотно. Однако вражеская авиация смогла нанести столь значительные потери в переправочных средствах, что темпы высадки войск на плацдарме резко упали. Организация противовоздушной обороны кораблей и плацдарма (при превосходстве советской авиации в этом районе) оказалась полностью неудовлетворительной. В случае неблагоприятного развития событий на плацдарме это могло иметь последствия вплоть до провала операции.

## Потери сторон
По потерям сторон в этой операции имеются только советские данные, по которым десантная группа за 16-17 августа уничтожила 685 и захватила в плен 157 солдат и офицеров, уничтожила 2 танка, 18 орудий, 16 миномётов и 62 пулемёта, захватила 1 танк, 27 орудий, 4 миномёта и 29 пулемётов, 3 склада, другое военное имущество.
Потери десанта (без экипажей кораблей) составили 187 убитых и 554 раненых, в бою противник уничтожил 2 орудия, 5 миномётов, 39 пулемётов. Потери в экипажах кораблей составили 16 погибших и 74 раненых.

## Документы
- Десантная операция 3 Прибалтийского фронта по форсированию пролива между озерами Чудское, Псковское 15-18 августа 1944 г.// ОБД «Память народа».
- Журнал боевых действий войск 3 Прибалтийского фронта за август месяц 1944 года/ОБД «Память народа»
- ЦА ВМФ. Ф. 268, оп. 3, д. 17, кор. 1330. Отчёт бригады кораблей КБФ по проведённой десантной операции в районе Лане-Мехикорма 15-19.08.1944.